# Tanjong Mulieng
Tanjong Mulieng is een bestuurslaag in het regentschap Aceh Utara van de provincie Atjeh, Indonesië. Tanjong Mulieng telt 437 inwoners (volkstelling 2010).